# Albert Geoffroy Saint-Hilaire
Albert Geoffroy Saint-Hilaire (né le 2 décembre 1835 à Paris et décédé le 30 janvier 1919 à Dijon), est un zoologiste français.
Il a épousé Marthe Alexandrine Ravisy le 14 octobre 1867 à Vault-de-Lugny (Yonne).

### Ascendance

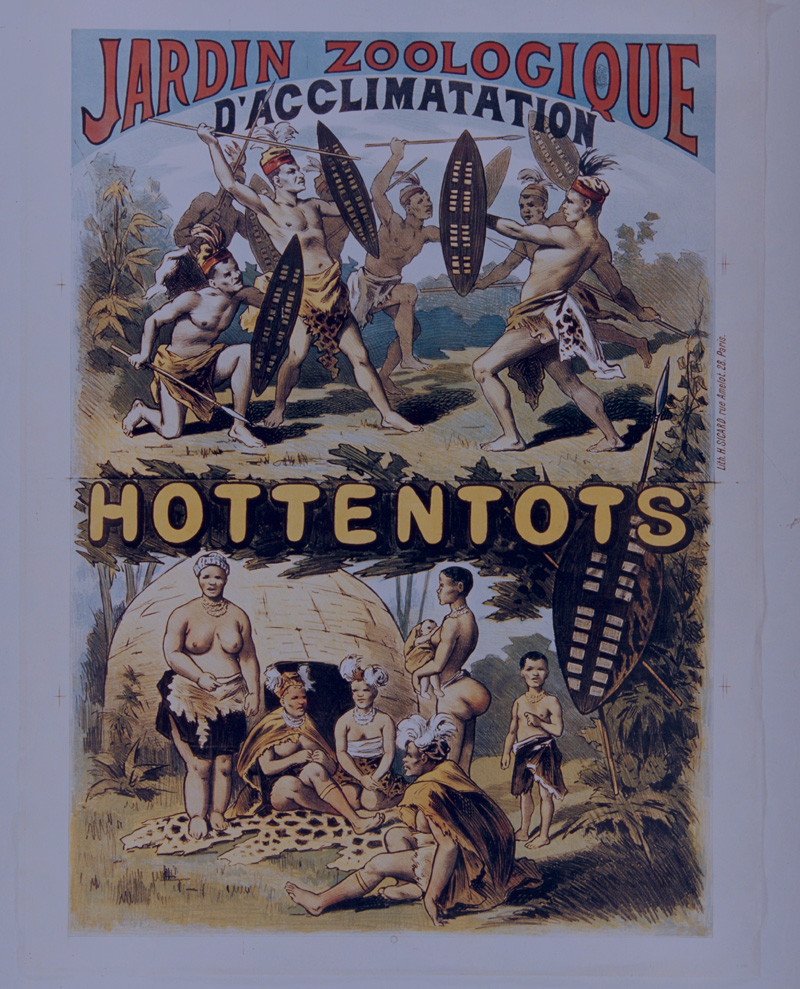
Affiche publicitaire pour un village de Hottentots au Jardin d'acclimatation (Paris, 1877).

## Biographie
Albert Louis naît dans une famille de zoologistes de père en fils. Il est le fils d'Isidore Geoffroy Saint-Hilaire (1805-1861) et le petit-fils d'Étienne Geoffroy Saint-Hilaire (1772-1844).
Il est de 1865 à 1893 directeur du Jardin d'acclimatation du Bois de Boulogne à Paris.
En 1877, il décide d'y exhiber des humains exotiques (voir « zoo humain ») obtenant un succès notable puisque cinq ans plus tard, 400 000 visiteurs étaient venus voir un groupe d'Indiens Galibis de Guyane[pas clair]. 
Il crée en 1881 la société Le Gros Pin à Hyères, dans le but de gérer des jardins d'acclimatation dont ceux de Marseille et de Hyères. Cette société, dont les terrains jouxtent le Parc Olbius-Riquier, est alors parmi les premières entreprises d'horticulture spécialisée dans la production et la commercialisation de palmiers, aux côtés de la société de l'acclimateur hyérois Charles Huber. Cette société joue un rôle important, notamment dans l'acclimatation des palmiers et des acacias.
Pour le jardin d'acclimatation du Bois de Boulogne, Albert Geoffroy Saint-Hilaire sollicite et obtient, en 1883, l'autorisation du conseil municipal de Paris de faire ériger une construction provisoire en vue de la présentation d'un panorama relatif à l'histoire naturelle. Le bâtiment dit « Panorama du jardin de l'acclimatation » est inauguré le 20 mai 1884 avec l'exposition de la toile circulaire monumentale intitulée Le Monde antédiluvien, conçue par le panoramiste Charles Castellani » (1838-1913). Le pavillon et la toile sont anénantis dans un incendie le 19 septembre 1887.
Albert Geoffroy Saint-Hilaire était chevalier de la Légion d'honneur.